# Nancy Reagan
Nancy Davis Reagan, ursprungligen Anne Frances Robbins, född 6 juli 1921 i New York, död 6 mars 2016 i Bel Air i Los Angeles, var en amerikansk skådespelare samt hustru till presidenten Ronald Reagan och därmed USA:s första dam 1981–1989. Hon var gift med Reagan från 4 mars 1952 till dennes död 5 juni 2004.
Nancy Reagan verkade som skådespelare under namnet Nancy Davis. Hon medverkade i några filmer under 1950-talet, bland andra Röst från det okända (1950), Night Into Morning (1951) och It's a Big Country (1953). År 1952 gifte hon sig med Ronald Reagan, som då var ordförande för Screen Actors Guild. Paret fick två barn: dottern Patricia "Patti" Reagan (född 1952, kallar sig numera Patti Davis) och sonen Ronald "Ron" Reagan Jr. (född 1958). Hon var Kaliforniens "första dam" ("First Lady") då hennes make var guvernör i delstaten under åren 1967–1975.
Nancy Reagan blev USA:s första dam i januari 1981 efter att hennes man vunnit presidentvalet i USA 1980. Tidigt under sin mans första mandatperiod uppmärksammades hennes beslut att möblera om Vita husets "China Room", vilket även mötte kritik. Nancy Reagan återinförde en glamour i Vita huset likt den som fanns under John F. Kennedys tid; hennes intresse för det senaste lyxmodet ådrog sig stor uppmärksamhet men även viss kritik. Hon motarbetade nöjesanvändningen av droger genom att bidra till finansieringen av kampanjen "Just Say No". Detta betraktas som hennes främsta initiativ som första dam. Hon väckte återigen kontrovers när det 1988 uppdagades att hon frekvent anlitat en astrolog som hjälp för att planera sin makes schema efter mordförsöket på denne 1981.
Efter att maken lämnade presidentposten i januari 1989 drog sig paret Reagan tillbaka till Kalifornien i sitt hem i Bel Air i Los Angeles. Fram till Ronald Reagans död 2004 tillbringade Nancy Reagan en stor del av sin tid med att sköta om sin make, som 1994 hade diagnostiserats med Alzheimers sjukdom. Hon förblev en aktiv figur inom amerikansk politik, i synnerhet genom att förespråka stamcellsforskning, vilket delvis stred mot president George W. Bushs och flera andra republikaners mer restriktiva inställning i frågan.
Nancy Reagan avled i hjärtsvikt i sitt hem vid en ålder av 94 år.

## Biografi

### Uppväxt
Anne Frances Robbins föddes den 6 juli 1921 vid Sloane Hospital for Women på Manhattan i New York som enda barn till bilförsäljaren Kenneth Seymour Robbins (1894–1972) och hans hustru Edith Luckett (1888–1987), som var skådespelerska. Nancy Reagan bodde i Flushing, i Queens i New York, under sina första två år. Då hennes föräldrar skildes strax efter hennes födelse hade de redan varit separerade under en tid. Under tiden som hennes mor reste omkring i USA för att leta jobb växte Nancy upp i Bethesda, Maryland under de sex kommande åren. Hon uppfostrades av sin moster Virginia och hennes man Audley Gailbraith. Nancy har beskrivit sin saknad av modern under denna tid: "My favorite times were when Mother had a job in New York, and Aunt Virgie would take me by train to stay with her."
År 1929 gifte sig hennes mor med Loyal Davis (1896–1982), en högt framstående, politiskt sett konservativ neurokirurg som flyttade familjen till Chicago. Nancy kom väl överens med sin styvfar; hon skrev senare att han var "a man of great integrity who exemplified old-fashioned values". Han adopterade henne formellt 1935, och hon skulle alltid referera till honom som sin far. Efter adoptionen bytte hon namn till Nancy Davis (hon hade kallats Nancy sedan hon föddes). Hon gick på The Latin School of Chicago (hon beskriver sig själv som en medelmåttig elev) där hon tog examen 1939, varefter hon började studera vid Smith College i Massachusetts, där hon tog en examen med engelska och drama som huvudämnen 1943.

### Skådespelarkarriär

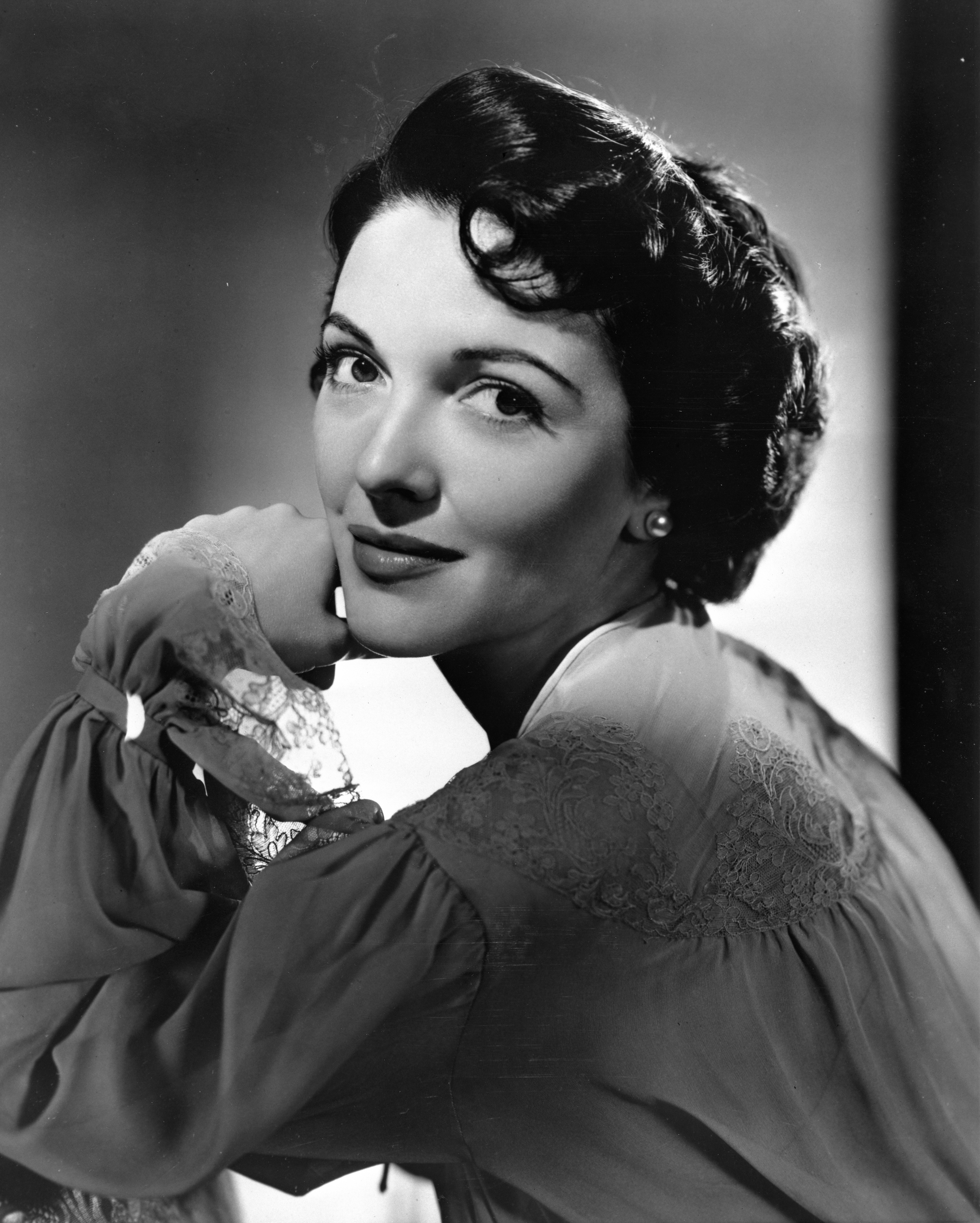
Nancy Davis poserar för fotografering, 1950.

Efter sin examen fick Davis plats som försäljare i Chicago på Marshall Field's och som undersköterska. Med hjälp av några av hennes mors bekanta inom teatervärlden, bland andra Zasu Pitts, Walter Huston och Spencer Tracy, kunde hon dock fortsätta sin karriär som skådespelare. Hennes första roll fick hon i Pitts turné Ramshackle Inn 1945, som sattes upp New York. Hennes roll var som Si-Tchun, en hovdam i Broadway-föreställningen Lute Song, en musikal om orienten med Mary Martin och Yul Brynner. Hon fick rollen efter att producenten sagt till henne "You look like you could be Chinese."
Efter en framgångsrik provspelning, skrev hon ett sjuårigt kontrakt med Metro-Goldwyn-Mayer (MGM) 1949; hon anmärkte senare att "Joining Metro was like walking into a dream world." Davis framträdde i elva större filmer, hon spelade vanligtvis en "lojal hemmafru", en "ansvarstagande ung mor" eller en "stadig kvinna". Hon behöll sitt karriärsnamn Nancy Davis efter att hon gift sig. Hennes skådespelarkarriär inleddes med mindre roller i The Doctor and the Girl (1949) med Glenn Ford, vilken följdes av East Side, West Side med Barbara Stanwyck. Hon spelade en barnpsykolog i en film noir, Shadow on the Wall (1950) med Ann Sothern och Zachary Scott; hennes uppträdande kallades "beautiful and convincing" av New York Times-kritikern A. H. Weiler. Hon spelade i filmen The Next Voice You Hear... (1950), där hon spelade en gravid hemmafru som hör Guds röst i radion. Den inflytelserika filmkritikern Bosley Crowther från The New York Times skrev att "Nancy Davis [is] delightful as [a] gentle, plain, and understanding wife." En senare kritiker berömde Davis övertygande roll som gravid kvinna, en roll som många andra filmer vid tiden enligt kritikern inte lyckades göra övertygande.
År 1951 spelade Davis sin favoritroll, i Night Into Morning, en studie i sorg med Ray Milland. Crowther från The Times' sa om denna roll att Davis "does nicely as the fiancée who is widowed herself and knows the loneliness of grief," medan en annan kritiker, Richard L. Coe från The Washington Post sa att Davis "is splendid as the understanding widow." Davis lämnade MGM 1952 och började söka efter en bredare uppsättning roller. Kort därefter spelade hon i science fiction-filmen Donovan's Brain (1953); Crowther sa att Davis, som spelade rollen som en besatt vetenskapsmans "frustrerade och sorgsna hustru", "walked through it all in stark confusion" i en "utterly silly" film. Hennes sista roll var i filmen Hellcats of the Navy (1957), där hon spelade sköterskan Lieutenant Helen Blair, tillsammans med sin man, som en kritiker kallade "a housewife who came along for the ride". En annan kritiker skrev emellertid att Davis spelade sin roll väl, och "does well with what she has to work with".
Författaren Garry Wills anser att Davis var en underskattad skådespelare, då hennes begränsade roll i Hellcats var den mest välkända. Själv verkar hon ha tonat ned sina mål med skådespelandet. Enligt PR-material från MGM från 1949 var hennes "största ambition" att ha ett "lyckat och lyckligt äktenskap". Några decennier senare, år 1975, sa hon: "I was never really a career woman but [became one] only because I hadn't found the man I wanted to marry. I couldn't sit around and do nothing, so I became an actress." Ronald Reagans livstecknare Lou Cannon beskrev henne ändå som en "pålitlig" och "solid" skådespelare. Efter sin sista film förekom hon i tv-produktioner som Wagon Train och The Tall Man fram till 1962, då hon lämnade branschen. Under sin karriär satt hon i styrelsen för Screen Actors Guild i nästan tio år.

### Privatliv

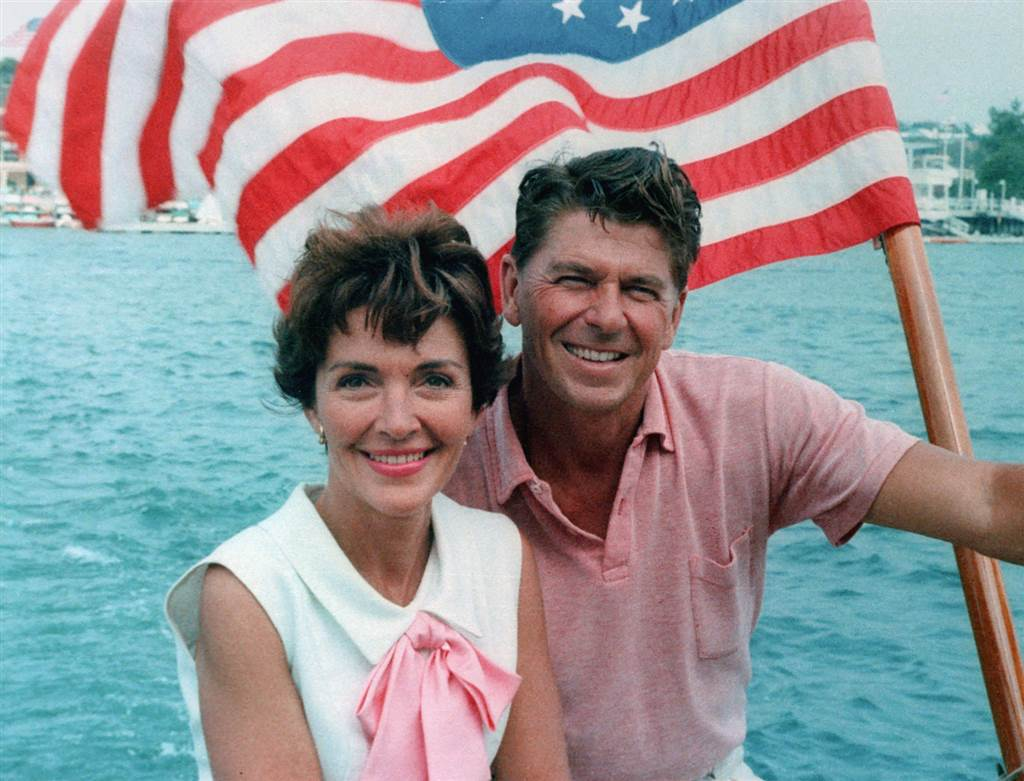
Nancy och Ronald Reagan på en båt 1964.

Under sin skådespelarkarriär hade Nancy Davis flera förhållanden med andra skådespelare i Hollywood; hon kallade Clark Gable, som hon hade ett kort förhållande med, den trevligaste stjärnan hon hade träffat. Den 15 november 1949 träffade hon Ronald Reagan, som vid tiden var ordförande i Screen Actors Guild. Hon var orolig över att hon skulle förväxlas med en annan skådespelare som var svartlistad i Hollywood, så hon kontaktade Reagan för hjälp. De inledde en relation som snabbt blev offentlig; en Hollywood-reporter reagerade över att de inte umgicks på nattklubbarna och beskrev det som "romansen hos ett par utan laster". Reagan var skeptiskt inställd till äktenskap efter sin skilsmässa från Jane Wyman 1948, och träffade fortfarande andra kvinnor. Till slut friade han dock till Davis i parets favoritbås i restaurangen Chasen's i Beverly Hills. De gifte sig den 4 mars 1952. Ceremonin, som ägde rum i Little Brown Church i San Fernando Valley, hölls enkel för att inte locka till sig pressen. De enda gästerna var skådespelaren William Holden, som var bröllopsmarskalk, och dennes fru, som var brudtärna. Parets första barn, Patricia Ann Reagan (som är mer känd under sitt artistnamn Patti Davis), föddes den 21 oktober 1952. Sonen Ronald Prescott Reagan föddes sex år senare den 20 maj. Nancy Reagan blev även styvmor till Maureen Reagan (1941-2001) och Michael Reagan (född 1945), som var Ronald Reagans tidigare barn tillsammans med Jane Wyman.

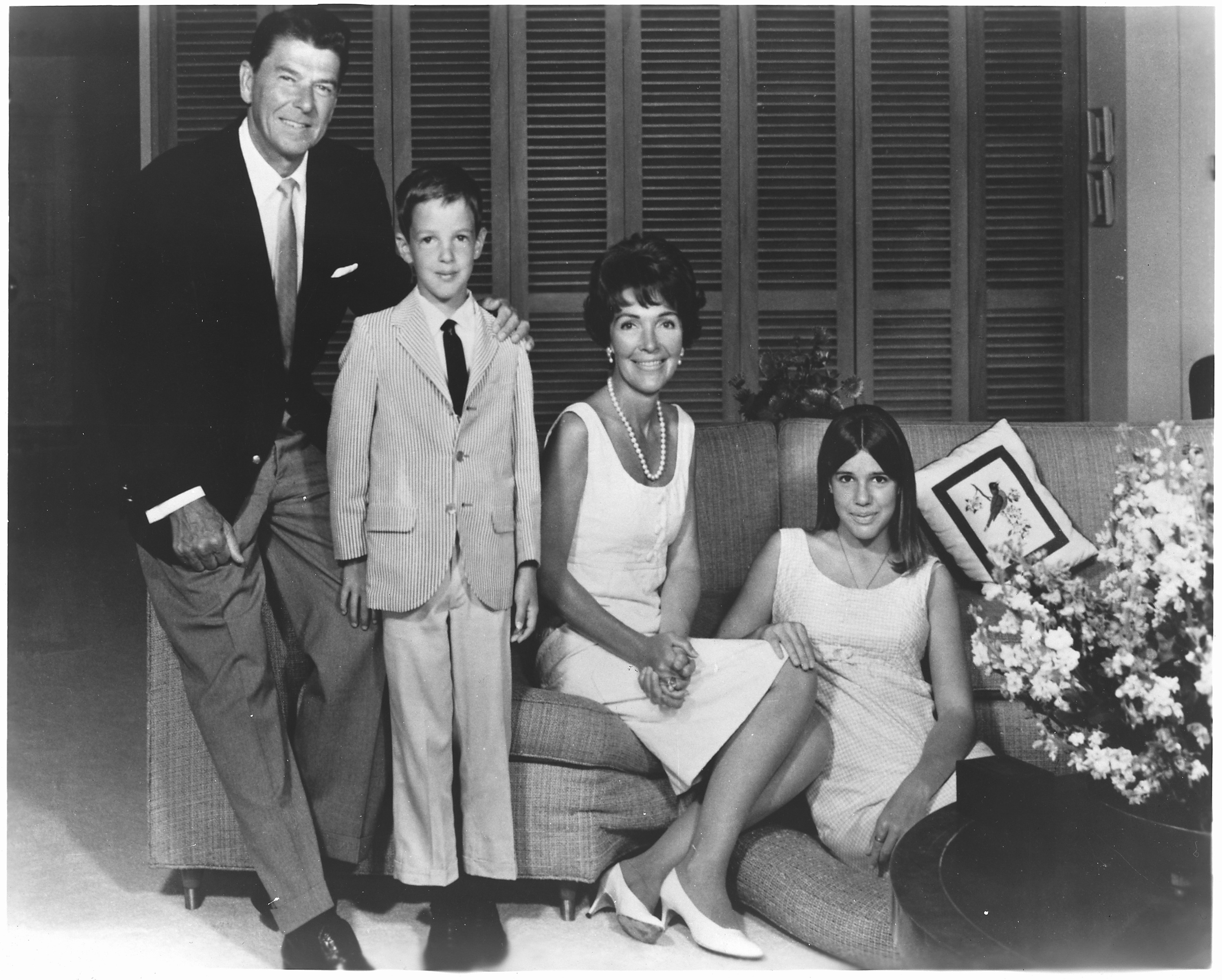
Familjen Reagan 1967, kort före Ronald Reagans tillträde som Kaliforniens guvernör.

Ronald och Nancy Reagans förhållande har beskrivits som nära, äkta och intimt. Som president och första dam visade paret ofta sin kärlek öppet, vilket en pressekreterare kommenterade: "De tog aldrig varandra för givna. De slutade aldrig att uppvakta varandra." Ronald kallade ibland Nancy "Mommy"; hon kallade honom "Ronnie". När Ronald Reagan återhämtade sig på sjukhuset efter mordförsöket på honom 1981 skrev Nancy Reagan i sin dagbok, "Ingenting får hända med min Ronnie. Mitt liv skulle vara över." I ett brev till Nancy skrev Ronald: "Allt som jag värdesätter och tycker om;… allt skulle vara meningslöst om jag inte hade dig." År 1994 skrev Ronald Reagan: "Jag har fått veta att jag är en av miljontals amerikaner som kommer att drabbas av Alzheimers sjukdom … Jag önskar bara att det fanns något sätt för mig att bespara Nancy det här lidandet." I en intervju med Vanity Fair 1998 sa Nancy: "Vårt förhållande är väldigt speciellt. Vi var väldigt kära och är det fortfarande. När jag säger att mitt liv började med Ronnie, så är det sant. Det gjorde det. Jag kan inte föreställa mig ett liv utan honom." Nancy blev med tiden känd för sin fokuserade och uppmärksamma blick, "the Gaze", som hon riktade mot sin man under hans tal och framträdanden. Skådespelaren Charlton Heston beskrev Ronald Reagans död i juni 2004 som slutet på "den största kärleksaffären i det amerikanska presidentskapets historia".

## Filmografi
- The Doctor and the Girl (1949)
- East Side, West Side (1949)
- Shadow on the Wall (1950)
- The Next Voice You Hear... (1950)
- Night Into Morning (1951)
- It's a Big Country (1951)
- Talk About a Stranger (1952)
- Shadow in the Sky (1952)
- Donovan's Brain (1953)
- Rescue at Sea (även Crash Landing—1955)
- Hellcats of the Navy (1957)[21]